# جرارد گیلن
جرارد گیلن (انگلیسی: Gerard Gillen؛ زادهٔ ۱ ژانویهٔ ۱۹۴۰) پدیدآور، و مربی موسیقی اهل جمهوری ایرلند است. یکی از برجسته‌ترین موسیقی‌دانان ایرلندی و استاد برجسته موسیقی در دانشگاه مایونوت است.

## زندگی
گیلن در دوبلین متولد شد. وی پیانو را در مدرسه موسیقی موسیقی شهر دوبلین با الیزابت کاستلو و ارگان با ویلیام سیدنی گریگ فرا گرفت. پس از کسب بورس تحصیلی، گیلن با افتخارات درجه یک از کالج دانشگاه دوبلین (UCD) فارغ‌التحصیل شد. در سال ۱۹۹۲، دانشگاه آکسفورد گیلن را به عنوان یک جان بتس انتخاب کرد.